# Brada
 Ovo je glavno značenje pojma Brada. Za druga značenja pogledajte Brada (razdvojba).
Brada je nakupina dlaka, koje rastu na donjem dijelu lica. 
Kod žena se javlja samo kao posljedica bolesti ili preaktivne nadbubrežne žlijezde. Brada može imati razne oblike, a može uključivati i brkove. U mnogim kulturama je simbol muževnosti i zrelosti. Djeca je nemaju, a dobivaju je mladići u razdoblju puberteta. Nose je pravoslavni svećenici, muslimanski duhovni vođe, Amiši, rabini, kapucini, intelektualci, aktivisti, revolucionari i dr. Brada se održava pomoću brijaćeg aparata ili žileta kod kuće, ili pak u brijačnicama. 
Vlasnik najduže brade bio je Norvežanin Hans Langseth (umro 1927. godine). Njegova brada bila je duga 5,33 m. 